# Liste der Baudenkmäler in Bous
In der Liste der Baudenkmäler in Bous sind alle Baudenkmäler der saarländischen Gemeinde Bous aufgelistet. Grundlage ist die Veröffentlichung der Landesdenkmalliste im Amtsblatt des Saarlandes vom 22. Dezember 2004 und die aktuelle Teildenkmalliste des Landkreises Saarlouis in der Fassung vom 9. August 2017.

## Liste
| Bild                           | Bezeichnung                                | Lage                                      | Datierung                      | Beschreibung |
| ------------------------------ | ------------------------------------------ | ----------------------------------------- | ------------------------------ | --- |
| Fotos hochladen                | Bahnhofsempfangsgebäude                    | Am Bahnhof (Karte)                        | 1876                           | Das Bahnhofsgebäude aus dem Jahr 1876 liegt an der Bahnstrecke Saarbrücken–Trier. Der niedrige zweigeschossige Putzbau ist mit Geschoss- und Sohlbankgesimsen horizontal stark gegliedert. |
| Fotos hochladen                | Wegekreuz                                  | Am Petershof (Karte)                      | 1876                           | |
| weitere Bilder Fotos hochladen | Bommersbacherhof                           | Bommersbachstraße 6/8/ohne Nummer (Karte) | 1136                           | Bereits zur Römerzeit befand sich hier eine einfache Mühle. Von 1136 bis 1792 betrieb das Kloster Wadgassen die Mühle, die es verpachtete. Während der Säkularisationswelle der Französischen Revolution wurde die Mühle mitsamt dem zugehörigen Hof versteigert. Der letzte Müller stellte den Mühlbetrieb 1962 ein. Der langgestreckte Bau mit Krüppelwalmdach und zwei Geschossen ist in einen Hoftrakt und einen Mühlentrakt gegliedert. Der traufständige Putzbau besitzt sowohl Segmentbogenfenster wie auch Fenster mit geradem Sturz. |
| Fotos hochladen                | Sogenanntes Armseelenkreuz, Friedhofskreuz | Kirchstraße (Karte)                       | 1750                           | Das barocke Steinkreuz wurde um 1750 von Johannes Guldner auf Bitten des Wadgasser Abts Michael Stein geschaffen. Unterhalb des Kruzifix’ mit barocker Basis befindet sich ein Sockel, auf dem sich ein Halbrelief mit dem Motiv armer Seelen befindet. |
| weitere Bilder Fotos hochladen | Kath. Kirche St. Peter                     | Kirchstraße (Karte)                       | 1890–1892                      | Die Kirche wurde in den Jahren 1890 bis 1892 nach Plänen des Bouser Architekten Schneider im Stil des Historismus errichtet. Man betritt den Saalbau mit Kassettendecke über den Turm mit schmucklosem Portal mit Archivolten. Der quadratische Turm mit drei Geschossen ist im oberen Teil als Oktokon ausgeführt. Der fünfseitige Chor schließt an die Stirnseite an. Die beiden niedrigen Seitenschiffe sind mit Korbbögen vom Mittelschiff getrennt. |
| weitere Bilder Fotos hochladen | Redemptoristenkloster Heiligenborn         | Klosterweg (Karte)                        | 1949                           | Das Kloster wurde 1949 in einem ehemaligen Heim der Hitlerjugend eingeweiht. Noch im selben Jahr wurde mit dem Bau des heutigen Gebäudekomplexes begonnen. 1951/52 wurde dann nach den Plänen von György Lehoczky und Rösinger die Klosterkirche erbaut. Auffällig ist die schmale, hochgezogene Schaufassade, die ebenso hoch wie der Turm ist. Sie besitzt kleine runde Fenster. In der Fassade befindet sich zwei stark profilierte Rundbogenportale. An beiden Ecken des quadratischen Turmes sitzen niedrige Rundtürme. Der Baukörper der Fassade schließt mit einem farblich abgesetzten Konsolgesims ab. Das eigentliche Kirchengebäude ist als dreischiffige Basilika konstruiert. Im Norden befinden sich eine Sakristei und eine kleine Kapelle mit halbrundem Chor. Die Klausur ist in einem drei- bis viergeschossigen H-förmigen Gebäudekomplex mit Wirtschafts- und Nebenwohngebäuden untergebracht. 2009 wurde das Kloster profaniert und steht seither zum Verkauf. |
| weitere Bilder Fotos hochladen | Evangelische Pfarrkirche                   | Lutherstraße (Karte)                      | 1914/1915                      | Die ev. Kirche wurde 1914/1915 nach Entwürfen von Carl Schlück erbaut. Der Putzbau besitzt ein Querhaus und im Nordwesten einen quadratischen Turm. Der Bau wurde mit romanischen und gotischen Elementen verziert. Lang- und Querhaus bilden annähernd ein griechisches Kreuz. |
| Fotos hochladen                | Forsthaus der Abtei Wadgassen              | Saarbrücker Straße 69 (Karte)             | 1756                           | Der zweigeschossige, traufständige Putzbau wurde 1756 von dem Baumeister der Abtei Wadgassen, Johann Heinrich Eckhardt, erbaut. Das langgestreckte Gebäude besitzt ein für die Zeit typisches Barockportal. Die Segmentbogenfenster sind mit einem betonten Keilstein geschmückt. Das Gebäude besitzt sechs Fensterachsen, in der siebten ist lediglich im Obergeschoss ein kleines, rundes Fenster zu finden. Die Ecken des Gebäudes sind mit Ortquaderung verziert. |
| Fotos hochladen                | Ehemalige Post                             | Saarbrücker Straße 97 (Karte)             | 1861                           | |
| Fotos hochladen                | Rathaus                                    | Saarbrücker Straße 120 (Karte)            | 1936–1938                      | Das Rathaus wurde von 1936 bis 1938 von E. Karwath erbaut. Der zweigeschossige Putzbau steht leicht erhöht und zurückgesetzt von der Straße. Die Fassade ist elfachsig mit Ortquaderung. Die mittlere Achse ist breit ausgeführt. Im Obergeschoss führen fünf hohe Fenstertüren auf einen schmalen Balkon, der von Konsolen getragen wird. Im Erdgeschoss befindet sich das Eingangsportal mit drei hohen schmalen Türen mit geradem Sturz und profilierter Laibung. Das Portal wird von zwei Fenstern flankiert. Auf dem Walmdach befindet sich zentral ein Dachreiter mit Uhr. Im Südwesten wurde ein Anbau errichtet. |
| BW                             | Mannesmannröhren-Werke Bous                | Saarbrücker Straße ohne Nummer (Karte)    | 1892                           | Das Werk I der Mannesmannröhren-Werke am Standort Bous wurde 1892 erbaut und im 20. Jahrhundert mehrfach erweitert. Das 1886 gegründete Werk wurde 1996 stillgelegt. Die Ziegelgebäude mit Stahl/Glas-Deckenkonstruktion stehen seither leer. |
| Fotos hochladen                | Fronleichnamsaltar mit Kreuz               | Winkelstraße 34 (Karte)                   | 2. Hälfte des 18. Jahrhunderts | |